# Colostygia nigrofasciata
Colostygia nigrofasciata là một loài bướm đêm trong họ Geometridae.